# العلاقات الأمريكية الماليزية
العلاقات الأمريكية الماليزية هي عبارة عن العلاقات الثنائية بين ماليزيا والولايات المتحدة. أقام البلدان علاقات دبلوماسية بعد استقلال الملايو في عام 1957. تُعد مالايا الدولة السابقة لماليزيا، وهي عبارة عن اتحاد واسع النطاق شُكل من خلال ضم مالايا وشمال بورنيو وسراوق وسنغافورة في 1963. كانت الأقاليم الثلاثة الأخيرة في السابق جزءًا من الإمبراطورية البريطانية قبل الضم مباشرةً. لكن الولايات المتحدة امتلكت وجودًا قنصليًا وتجاريًا في مالايا منذ القرن التاسع عشر. امتلك التجار الأمريكيون، وخاصة جوزيف ويليام توري وتوماس برادلي هاريس، مصالح تجارية في الساحل الغربي الشمالي لبورنيو في القرن التاسع عشر أيضًا، حيث أسسوا الشركة الأمريكية للتجارة في بورنيو.
لدى ماليزيا سفارةً في واشنطن العاصمة، ومكاتب قنصلية عامة في مدينتي لوس أنجلوس ونيويورك. تحتفظ الولايات المتحدة بسفارتها في كوالالمبور. اعتبرت الولايات المتحدة اعتبارًا من عام 2014، ماليزيا شريكًا متكاملًا زاد من أهمية العلاقات الدبلوماسية بصفتها جزءًا من محور سياسة الرئيس باراك أوباما في آسيا. زادت الشراكة من المشاورات الثنائية والتعاون في السياسة والدبلوماسية والتجارة والاستثمار والتعليم والعلاقات بين الناس والأمن والبيئة والعلوم والتكنولوجيا والطاقة، والتي استمر الرئيس دونالد ترامب في تعزيزها عام 2017.
اعتُبرت الولايات المتحدة في عام 2016، ثالث أكبر سوق تصدير لماليزيا من ناحية القيمة، بينما تعد ماليزيا وجهة تصدير الولايات المتحدة الخامسة والعشرين، ومن بين أكبر شركائها التجاريين.

## نبذة تاريخية

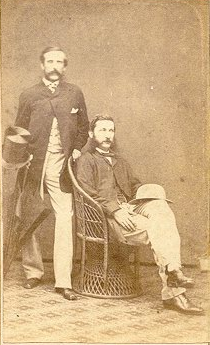
توماس برادلي هاريس (واقفًا على اليسار) وجوزيف ويليام توري (جالسًا على اليمين) كانا من أوائل التجار الأمريكيين الذين عملوا في الشطر الماليزي من بورنيو.

تمتلك الولايات المتحدة مصالح تجارية بعيدة المدى في ماليزيا، يعود تاريخها إلى القرن التاسع عشر عندما كانت المناطق التي أصبحت الآن جزءًا من دولة جنوب شرق آسيا ما تزال تحت الحكم الاستعماري البريطاني. في حين أن ماليزيا أسست وجودًا دبلوماسيًا من خلال ملايا في الولايات المتحدة منذ عام 1957، وامتلكت الولايات المتحدة مراكز قنصلية في ملايا ومصالح تجارية في شمال بورنيو منذ القرن التاسع عشر. أقرت الولايات المتحدة في عام 1850 اعتبار مملكة سراوق التي أسسها رجل إنجليزي يدعى جيمس بروك بمثابة دولة مستقلة. امتلك التجار الأمريكيون توري وهاريس من خلال الشركة الأمريكية للتجارة في بورنيو، مساحة من الأراضي في شمال غرب بورنيو، والتي بيعت إلى بارون فون أوفربيك في عام 1876. بل وعينت الولايات المتحدة قنصلًا في جورج تاون عام 1918 وأنشأت مراكز قنصلية إضافية في كوالالمبور عام 1948 وفي كوتشينغ عام 1968. تُعد العلاقات الحديثة بين ماليزيا والولايات المتحدة علاقات ودية بشكل عام، إذ دعمت الولايات المتحدة ماليزيا خلال المواجهة الإندونيسية الماليزية، وهو عبارة عن صراع مسلح ناشئ عن المعارضة الإندونيسية لتشكيل ماليزيا، وهو ما مثل بداية تورط الولايات المتحدة المباشر في الشؤون السياسية لماليزيا. لعبت الولايات المتحدة في وقت سابق من الحرب العالمية الثانية دورًا في تحرير جنوب شرق آسيا من الاحتلال الياباني وخاصة في تحرير بورنيو، إذ تقع الجزيرة بالقرب من كومنولث الفلبين، والتي تُعتبر تحت حمايتها.
توترت العلاقات السياسية مع ذلك في ظل إدارة بوش الابن إبان حرب العراق. وجّه مهاتير محمد، الذي حكم البلاد خلال الفترة الممتدة منذ عام 1981 وحتى عام 2003، انتقادات للسياسة الخارجية التي انتهجتها الولايات المتحدة في ذلك الوقت، ولا سيما السياسة الخارجية لغزو إدارة جورج دبليو بوش للعراق خلال حرب العراق. ومع ذلك، لم تمنع فترات التوتر هذه بين البلدين الولايات المتحدة من أن تكون أحد أكبر الشركاء التجاريين لماليزيا خلال فترة حكم مهاتير. كانت الولايات المتحدة ولا تزال واحدة من أكبر الشركاء التجاريين لماليزيا وتُعتبر أقرب حليف لماليزيا على مر التاريخ. مجلس الصداقة الماليزي الأمريكي أُسس في عام 2002 لتعزيز الصداقة بين الحكومة الماليزية والحكومة الأمريكية. عُين محمد نور أمين، رئيس الشراكة الدولية متعددة الأطراف ضد التهديدات السيبرانية (إيمباكت)، أمينًا عامًا لهذا المجلس. يُعد المقر الرئيسي للمجلس الموجود في واشنطن العاصمة تحت رعاية شركات ماليزية رائدة تقدم المشورة بشأن الأمور المتعلقة بالعلاقات الثنائية بين البلدين.
تحسنت العلاقات الدبلوماسية بين البلدين ذات السيادة منذ ذلك الحين في ظل قيادة رئيس الوزراء نجيب رزاق، وعادت إلى طبيعتها مرة أخرى. قام الرئيس الأمريكي باراك أوباما في وقت لاحق بأول زيارة رسمية لماليزيا في أبريل 2014، وهي أول زيارة يقوم بها رئيس أمريكي قائم على منصبه منذ عام 1966. أصدر رئيس الوزراء نجيب والرئيس أوباما بيانًا مشتركًا مع العديد من الأمور الأخرى التي رقت العلاقة بين ماليزيا والولايات المتحدة إلى شراكة شاملة. سعت ماليزيا إلى إقامة معاهدة الشراكة العابرة للمحيط الهادئ (تي تي بيه) بدعم من الولايات المتحدة وذلك حتى يناير من عام 2017. استمر كلا البلدين بالتمتع بعلاقات ودية مع الزعيمين اللذين بنيا لاحقًا صداقة وطيدة. شوهد كل من نجيب وأوباما يلعبان الغولف معًا في هاواي في ليلة عيد الميلاد عام 2014. بعد فوز دونالد ترامب في الانتخابات الرئاسية الأمريكية عام 2016، استمر تعزيز العلاقات مع نجيب من قبل القادة الدوليين الذين هنأوا ترامب وتطلعوا إلى استمرار الشراكة مع الولايات المتحدة في ظل رئاسته. استضافت سفارة الولايات المتحدة في كوالالمبور في يونيو من عام 2018 سلسلة من البرامج في صباح (شمال بورنيو سابقًا) للاحتفال بمرور 150 عامًا على الشراكة مع سكان الإقليم.

## التجارة والعلاقات الاقتصادية
تجلت العلاقات الاقتصادية الأقدم بين الأقاليم التي أصبحت الآن جزءًا من ماليزيا، ولا سيما مالايا، في مشاركة الولايات المتحدة في إنتاج وتجارة القصدير والمطاط. كانت الملايو في وقت معين أكبر منتج وحيد لكلا السلعتين، وكانت الولايات المتحدة أكبر مستورد للقصدير الماليزي. أصبح المطاط بحلول عام 1917 أهم صادرات مالايا واستوعبت الولايات المتحدة 77% من إجمالي إنتاج مالايا للمطاط. كان الطلب الكبير على المطاط بسبب ارتفاع إنتاج السيارات في ماليزيا.
تُعد الولايات المتحدة في العصر الحديث، واحدة من أكبر المستثمرين الأجانب في ماليزيا. تعمل غرفة التجارة الماليزية الأمريكية بمثابة رابطة تجارية للتعاون بين البلدين. في حين أن الأرقام التي تصور النطاق الكامل للاستثمار الأجنبي (بما في ذلك النفط والغاز) غير متوفرة، إذ تنشط الشركات الأمريكية بشكل خاص في قطاعات الطاقة والإلكترونيات والتصنيع وتوظف ما يقارب 200,000 عاملًا ماليزيًا. تبلغ القيمة التراكمية للاستثمارات الأمريكية الخاصة في قطاع التصنيع في ماليزيا حوالي 15 مليار دولارًا. كانت الشركات الأمريكية في سبعينيات القرن العشرين، بما في ذلك إجيلانت إيه إم دي وفيرتشايلد سيميكونداكتور وفريسكيل سيميكونداكتور وإنتل وتكساس إنسترومينتس وويستيرن ديجيتال، رائدة في قطاع الكهرباء والإلكترونيات الماليزي (إيه أند إي)، الذي يصدر مليارات الدولارات من المعدات إلى سلاسل التوريد العالمية كل عام. استثمرت شركات النفط والغاز الأمريكية الكبرى، بما في ذلك إيكسون موبيل وكونوكو فيليبس وهيس ومورفي أويل، مليارات الدولارات لتطوير موارد الطاقة الماليزية. هيمنت بالفعل العديد من سلاسل مطاعم الوجبات السريعة / المقاهي في الولايات المتحدة مثل مطاعم إيه أند دبليو وبرغر كينغ ودومينوز بيتزا ودانكن دوناتس وكيه إف سي وماكدونالدز وبيتزا هات وستارباكس وصب واي وتكساس تشيكن ووينديز، على أسواق الوجبات السريعة / المقاهي الماليزية. يشمل المستثمرون الأمريكيون حديثًا هيرشي، وكيلوغز، وبوس، وغولدن غيت كابيتال. تُعد الولايات المتحدة رابع أكبر شريك تجاري لماليزيا، وأصبحت ماليزيا في عام 2013 الشريك التجاري الثاني والعشرين للتجارة الأمريكية ذات الاتجاهين السنوية للسلع والخدمات، والتي بلغت نحو 44 مليار دولارًا.

## مقارنة بين البلدين
هذه مقارنة عامة ومرجعية للدولتين:
| وجه المقارنة                                              | الولايات المتحدة                                                                                                  | ماليزيا       |
| --------------------------------------------------------- | --- | ------------- |
| المساحة (كم2)                                             | 9.83 مليون | 330.29 ألف    |
| عدد السكان (نسمة)                                         | 311.58 مليون | 31.62 مليون   |
| الكثافة السكانية (ن./كم²)                                 | 31.7 | 95.73         |
| العاصمة                                                   | واشنطن العاصمة | كوالالمبور    |
| اللغة الرسمية                                             | لغة إنجليزية | لغة ماليزية   |
| العملة                                                    | دولار أمريكي | رينغيت ماليزي |
| الناتج المحلي الإجمالي (بليون دولار)                      | 19.39 تريليون | 314.50 مليار  |
| الناتج المحلي الإجمالي (تعادل القوة الشرائية) بليون دولار | 18.04 تريليون | 817.43 مليار  |
| الناتج المحلي الإجمالي الاسمي للفرد دولار أمريكي          | 56.12 ألف | 9.77 ألف      |
| الناتج المحلي الإجمالي للفرد دولار أمريكي                 | 54.63 ألف | 25.64 ألف     |
| مؤشر التنمية البشرية                                      | 0.920 | 0.779         |
| رمز المكالمات الدولي                                      | +1 | +60           |
| رمز الإنترنت                                              | .us، حكومة، .mil، Edu.                                                                                            | .my           |
| المنطقة الزمنية                                           | توقيت ساموا الأمريكية، توقيت أطلنطي موحد، منطقة زمنية وسطى، توقيت ألاسكا ‏، المنطقة الزمنية الجبلية، توقيت تشامرو ‏ | ت ع م+08:00   |

## منظمات دولية مشتركة
يشترك البلدان في عضوية مجموعة من المنظمات الدولية، منها:
| علم المنظمة | اسم المنظمة                                      | تاريخ انضمام الولايات المتحدة | تاريخ انضمام ماليزيا |
| ----------- | ------------------------------------------------ | ----------------------------- | -------------------- |
|             | وكالة ضمان الاستثمار متعدد الأطراف               | 12 أبريل 1988                 | 6 ديسمبر 1991        |
|             | الاتحاد الدولي للاتصالات                         | 1 يوليو 1908                  | 3 فبراير 1958        |
|             | يونسكو                                           | 4 نوفمبر 1946                 | 16 يونيو 1958        |
|             | الأمم المتحدة                                    | 24 أكتوبر 1945                | 17 سبتمبر 1957       |
|             | بنك التنمية الآسيوي                              | 1966                          | 1966                 |
|             | مؤسسة التمويل الدولية                            | 20 يوليو 1956                 | 20 مارس 1958         |
|             | منظمة الشرطة الجنائية الدولية                    | ?                             | ?                    |
|             | الاتحاد البريدي العالمي                          | ?                             | ?                    |
|             | منظمة حظر الأسلحة الكيميائية                     | ?                             | ?                    |
|             | منظمة التجارة العالمية                           | ?                             | ?                    |
|             | المركز الدولي لتسوية المنازعات الاستشارية        | 14 أكتوبر 1966                | 14 أكتوبر 1966       |
|             | البنك الدولي للإنشاء والتعمير                    | 27 ديسمبر 1945                | 7 مارس 1958          |
|             | منتدى آسيان الإقليمي ‏                            | ?                             | ?                    |
|             | منتدى التعاون الاقتصادي لدول آسيا والمحيط الهادئ | 6 نوفمبر 1989                 | 6 نوفمبر 1989        |
|             | مؤسسة التنمية الدولية                            | 24 سبتمبر 1960                | 24 سبتمبر 1960       |
|             | المنظمة الهيدروغرافية الدولية                    | ?                             | ?                    |
|             | الفريق المعني برصد الأرض                         | ?                             | ?                    |

## أعلام
هذه قائمة لبعض الشخصيات التي تربطها علاقات بالبلدين:
- آموس جونغ (26 يوليو 1965 – )
- آني زونيفيلد (موسيقية من الولايات المتحدة الأمريكية، 26 أكتوبر 1962 – )
- إيزابيل أتكن (21 يونيو 1998 – )
- جويل دي لا فوينتي (ممثل أمريكي، 21 أبريل 1969[58] – )
- ديانا دانيال (ممثلة ماليزية، 22 نوفمبر 1991 – )
- روس بتلر (ممثل أمريكي، 17 مايو 1990[59] – )
- مادلين ليم (11 مايو 1964 – )
- ماريا كانغ (متسابقة ملكة جَمال من الولايات المتحدة الأمريكية، 1980 – )
- يين تشانغ (ممثلة أمريكية، 23 أبريل 1989 – )

## وصلات خارجية
- موقع وزارة الخارجية الأمريكية
- موقع وزارة الخارجية الماليزية